# State of Shock (chanson)
Pour les articles homonymes, voir State of Shock.
Singles de The Jacksons
Walk Right Now
(1981) Torture
(1984)
State of Shock est une chanson de l'album Victory du groupe The Jacksons, interprétée avec Mick Jagger, et qui a été commercialisée en juillet 1984.
Elle devait originellement être interprétée avec Freddie Mercury, ainsi que d'autres titres qui n'ont jamais été finalisés. Une version démo avec Freddie Mercury qui a été diffusée officieusement existe cependant.
State of Shock a été le plus grand succès de l'album Victory des Jacksons, atteignant notamment la troisième place du classement américain Billboard Hot 100 et la quatorzième place du classement britannique UK Singles Chart.